# 大肚川镇

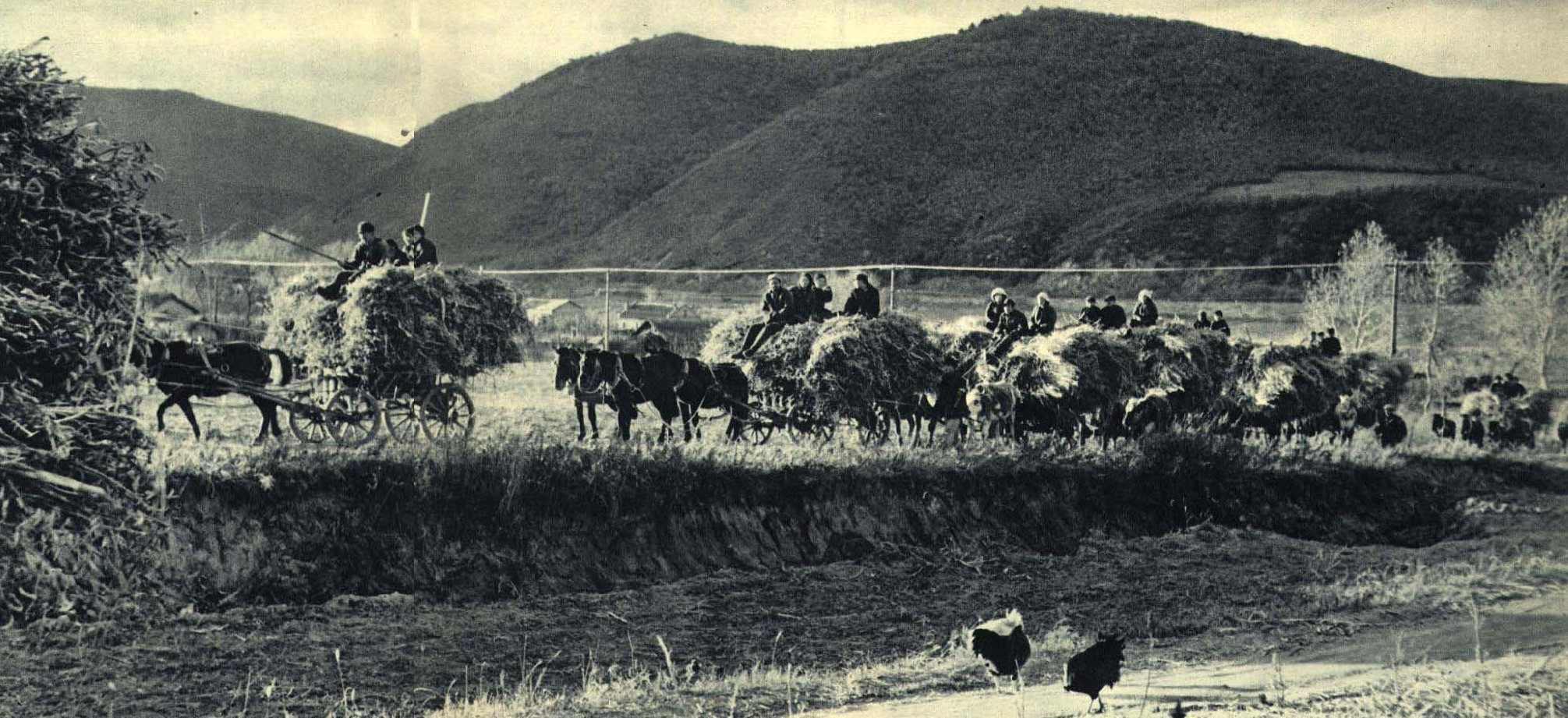
1962年 黑龙江省东宁县大肚川人民公社

大肚川镇，是中华人民共和国黑龙江省牡丹江市东宁市下辖的一个乡镇级行政单位。位于黑龙江省东宁县东南部，距县城16公里。全镇辖区总面积1,182平方公里。东部与三岔口镇相邻，南部与吉林省珲春市相接，西部与老黑山镇、道河镇相连，北部与东宁镇为邻。

## 行政区划
大肚川镇下辖以下地区：
大肚川村、团结村、浪东沟村、李家趟子村、胜利村、太阳升村、煤矿村、新城沟村、老城沟村、闹枝沟村、太平川村、西沟村、石门子村和马营村。